# La donna che visse due volte
La donna che visse due volte (Vertigo) è un film del 1958 diretto da Alfred Hitchcock.
Il film è tratto dal romanzo omonimo del 1954, scritto da Boileau-Narcejac.
Nel 1989 il film è stato inserito fra quelli conservati nel National Film Registry presso la Biblioteca del Congresso degli Stati Uniti.
Nel 1998 l'American Film Institute l'ha inserito al sessantunesimo posto della classifica dei migliori cento film statunitensi di tutti i tempi, mentre dieci anni dopo, nella lista aggiornata, è salito al nono posto.
Nell'agosto del 2012, secondo il sondaggio di Sight and Sound per conto del British Film Institute, ha scalzato Orson Welles e il suo Quarto potere, che deteneva il primato dal 1962, andando a occupare il primo posto come migliore film di sempre.

## Trama
L'avvocato e poliziotto John Ferguson, Scottie per gli amici, soffre di vertigini: durante un inseguimento sui tetti dei grattacieli di San Francisco, aggrappato a una grondaia e sospeso nel vuoto, vede un collega precipitare al suolo nel tentativo di salvarlo. Quest'incidente sarà la causa delle sue successive due fobie: l'acrofobia e la basofobia, a seguito delle quali si dimetterà. 

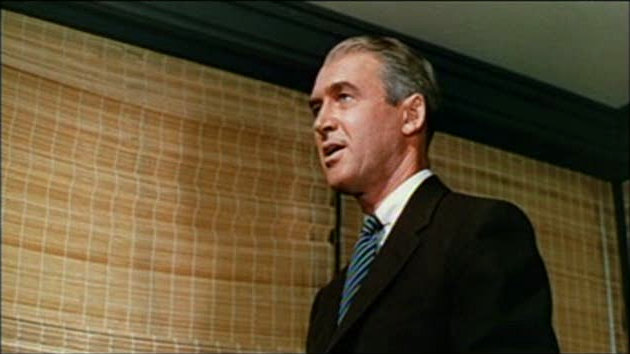
James Stewart nei panni di John Ferguson

Un suo ex compagno di college, Gavin Elster, divenuto grosso imprenditore nel campo dei cantieri navali, gli chiede d'incontrarlo. Vorrebbe affidargli l'incarico di sorvegliare sua moglie Madeleine, vittima di strane ossessioni. La donna s'identifica con la bisnonna materna, Carlotta Valdés, la quale, abbandonata dall'amante e privata della figlia nata dalla loro relazione, morì suicida a 26 anni, la stessa età di Madeleine. Scottie esita ma Elster gli mostra, durante una cena in un lussuoso ristorante, la moglie. La misteriosa bellezza della donna è tale che Scottie ne è conquistato e assume l'incarico.
Scottie incomincia a pedinare Madeleine. Dal fioraio la donna compra un bouquet di fiori, al cimitero visita la tomba di Carlotta, al museo sosta a lungo davanti al ritratto dell'ava a cui somiglia in modo impressionante, nell'antica dimora della famiglia, trasformata in albergo, si è riservata una stanza in cui trascorre qualche ora pomeridiana, infine va a passeggiare sulle sponde della baia di San Francisco nei pressi del ponte Golden Gate. Inaspettatamente si getta nelle acque della baia. Scottie prontamente si tuffa e la salva, per poi condurla nel proprio appartamento perché si asciughi e si riprenda. Ormai innamorato, tenta di convincerla ad accettare il suo aiuto per guarire.

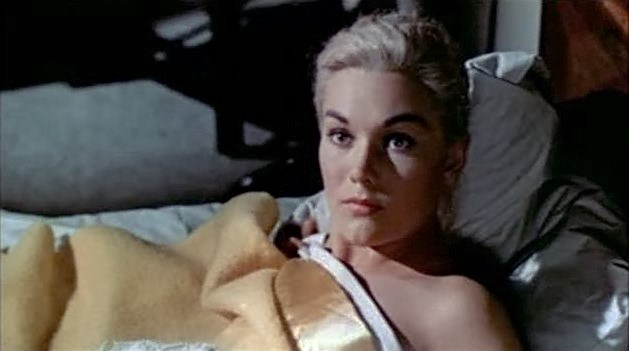
Kim Novak interpreta Madeleine/Judy

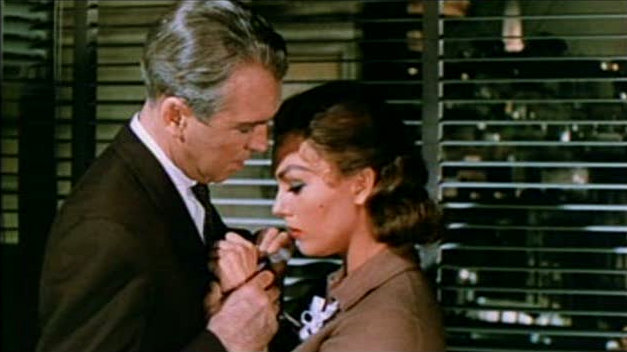
James Stewart e Kim Novak in una scena del film

Nel parco delle sequoie anche lei dichiara di amarlo e gli racconta i propri incubi. Sperando di fugare i fantasmi che la tormentano, Scottie vuole accompagnarla nei luoghi da lei nominati, per dimostrarle che sono reali e non possono fare paura. Il paesaggio descritto in un suo sogno corrisponde alla missione spagnola di San Juan Bautista. Giunti sul luogo, Madeleine si allontana da lui e sale le scale del campanile. Scottie non la può seguire a causa della sua fobia per l'altezza. In preda a un attacco di vertigini, assiste impotente al precipitare del corpo di Madeleine sul tetto sottostante.
Accertato giuridicamente il suicidio, ma con una malcelata reprimenda del magistrato nei suoi confronti per quello che considera un vero e proprio atto di codardia, Scottie cade in depressione, sentendosi colpevole di non aver salvato l'amata. Finisce quindi in una clinica psichiatrica, dove la sua amica Midge, innamorata di lui e non corrisposta, cerca di aiutarlo a riprendersi. Uscito dalla casa di cura, un anno dopo la tragedia, trova in Judy Barton, una commessa di negozio, bruna e appariscente, una certa somiglianza con Madeleine. La corteggia insistentemente, la convince a vestirsi, a truccarsi, a tingersi i capelli, a pettinarsi come Madeleine.
Judy, che in realtà è proprio la stessa donna, vorrebbe confessare la verità e sparire. Si accinge a scrivere una lettera d'addio in cui rivela di essere stata l'amante di Elster, di aver recitato la parte della moglie, di essere stata complice del suo uxoricidio (concluso da Elster gettando il corpo già morto di Madeleine, vestita alla stessa maniera di Judy, dal campanile). Poi però cambia idea, straccia la lettera e asseconda Scottie.
Scottie, convinto di aver creato in Judy una nuova Madeleine e intenerito dalla sua disponibilità, può finalmente amarla. Ma una sera lei gli chiede di aiutarla a chiudere il fermaglio della collana: nel gioiello del pendente Scottie riconosce quello appartenuto a Carlotta Valdés, dipinto nel ritratto, acquisendo quindi la prova dell'inganno subito.
Scottie costringe Judy a tornare alla missione e a rivivere la scena del delitto. Vinta definitivamente la paura del vuoto, la costringe a salire le scale della vecchia torre campanaria, dove lei confessa il piano delittuoso ordito con Elster, ma riafferma con forza l'amore che l'ha portata a rischiare consapevolmente di essere riconosciuta.
Sulla cima del campanile il dramma sembra concludersi con un bacio appassionato, ma all'improvviso un'ombra misteriosa e lugubre fa sussultare Judy, che precipita nel vuoto come la vera Madeleine. Una suora compare e, suonando la campana, recita un requiem: «Che Dio abbia pietà».

## Produzione

### Soggetto
Il titolo originale del film doveva essere From Among the Dead, traduzione letterale del titolo del romanzo D'entre les morts scritto nel 1954 da Pierre Boileau e Thomas Narcejac, da cui il film era tratto. In Italia il romanzo venne pubblicato dopo l'uscita del film, con il titolo La donna che visse due volte.

### Differenze fra libro e film
Mentre l'azione del romanzo si svolgeva nella Francia degli anni quaranta, il film si svolge nella California del decennio successivo, ma le modifiche più importanti fatte da Hitchcock alla trama furono due. La prima è la rivelazione anticipata (a un terzo dalla fine della storia, con la scena della lettera) dell'effettiva identità tra Madeleine e Judy. Questa rivelazione consentiva al regista di spostare l'attenzione dello spettatore verso il tema del doppio, uno dei temi ricorrenti della filmografia di Hitchcock, e verso il tormento interiore che vive il personaggio femminile. Tuttavia il regista rimase a lungo incerto se eliminare quella scena, e la decisione finale di mantenerla fu in effetti presa dal produttore Barney Balaban, capo della Paramount.
La seconda riguarda la modalità della morte di Judy. Nel film essa precipita per una fatalità dal campanile mentre nel libro viene uccisa in un impeto di rabbia dal protagonista che, una volta ascoltata la confessione dell'inganno, non vuole credervi. Questo perché, ormai ossessionato dalla figura di Madeleine, non poteva accettare che la donna di cui si era follemente innamorato non fosse che una parte interpretata.

### Sceneggiatura
Il libro venne sottoposto a un primo trattamento da Alec Coppel, ma la sceneggiatura venne bocciata da Hitchcock. Una seconda stesura, quella definitiva, venne elaborata da Samuel A. Taylor, incontrando l'approvazione del regista. Taylor si mise al lavoro senza conoscere il romanzo e senza aver letto il primo trattamento, basandosi soltanto sul racconto della trama, espostogli direttamente da Hitchcock.

### Cast
La parte di Madeleine era stata originariamente affidata a Vera Miles, già diretta dal regista inglese un anno prima (Il ladro). Ma dopo vari rinvii dell'inizio delle riprese, dovuti anche a un'operazione alla cistifellea cui Hitchcock fu sottoposto, la Miles rimase incinta. Per non ritardare ulteriormente la produzione del film, la Miles dovette rinunciare al ruolo, ma Hitchcock le riserverà l'importante parte della sorella della protagonista femminile nel successivo Psyco. Vi fu iniziale diffidenza nei confronti di Kim Novak in quanto il film era stato concepito «pensando a Vera Miles», racconta Hitchcock, «avevamo fatto i provini finali e tutti i vestiti erano stai fatti per lei».  Il film è «dominato dalla presenza, per una volta affascinante, di Kim Novak  nel suo ambiguo personaggio», ha scritto Georges Sadoul. Tale giudizio di Sadoul è da mettere in relazione col fatto che l'attrice, come è stato scritto, «fu spesso male impiegata dai produttori, che preferivano puntare più sul suo fascino che sulla sua bravura interpretativa». Kim Novak, già comunque famosa per film come Picnic e L'uomo dal braccio d'oro, è in sintonia con l'archetipo femminile della bionda seducente che caratterizzò altri film di Hitchcock, come La finestra sul cortile e Intrigo internazionale.
Nel ruolo del protagonista maschile, James Stewart, alla sua quarta collaborazione con il regista, sa esattamente ciò che Hitchcock vuole da lui ed è capace "con la sua recitazione cupa e romantica di attingere al profondo delle sue capacità". In nessun altro film Hitchcock « [...] ha mai avuto un alter ego così evidente».

### Riprese
Le riprese, incominciate a settembre, furono completate appena prima del Natale 1957.

### Set

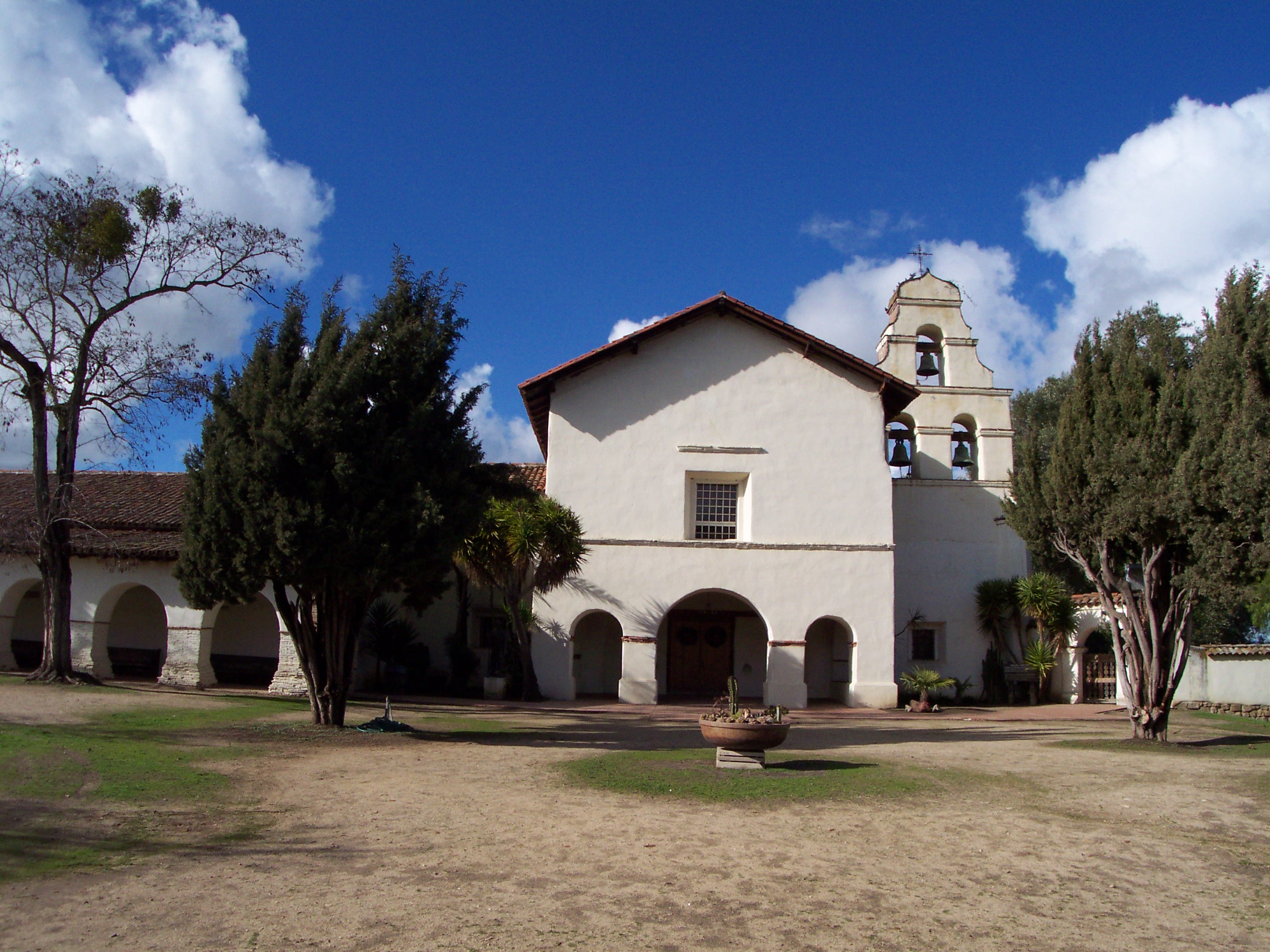
La celebre scena in cui Kim Novak cade dal campanile fu girata alla missione di San Juan Bautista

I luoghi di ripresa furono progettati fino all'ultimo particolare: fu calibrata perfettamente l'illuminazione del California Palace of the Legion of Honor, furono prese le misure esatte della sala di prova degli abiti del grande magazzino Ranshoff, la disposizione del negozio di fiori. Lo stesso Hitchcock ha disegnato alcuni dei set, tra cui le scale che Scottie scende per salvare Madeleine.
I resti della California spagnola, come la Mission Dolores dove fu girata la scena del cimitero, e San Juan Bautista, l'altra missione dove si svolgono le scene più drammatiche, sono luoghi dall'aspetto misterioso, quasi di sogno.

### Musica
Giustamente famosi i contributi tecnici del compositore Bernard Herrmann, con una partitura musicale ispirata al melodramma italiano e alla sinfonia I pianeti (Saturno) di Gustav Holst e del title designer Saul Bass, autore della sequenza introduttiva.
Si individuano anche riferimenti alla magica e infiammata musica di Le Valchirie e del Liebestod da Tristano e Isotta (molto appropriata alla favola moderna delle due Isotte).
Spesso la musica evoca atmosfere del mondo perduto della California spagnola.

### Prima
Prima: 9 maggio 1958 a San Francisco (Stage Door Theater, 420 Mason St.)

## Accoglienza
Il film ebbe scarso successo di pubblico e accoglienza tiepida da parte di alcuni critici, in particolare negli Stati Uniti. Fin da subito fu riconosciuto come un capolavoro da critici e cineasti francesi, tra i quali il regista e critico Éric Rohmer. Negli anni successivi l'ammirazione per il film si è consolidata ed è diventata pressoché unanime.

### Critica
Una delle prime analisi entusiastiche del film fu pubblicata da Éric Rohmer nel marzo 1959 su Cahiers du cinéma. Dan Aulier ha suggerito che la rivalutazione del film incomincia per opera dello studioso britannico-canadese Robin Wood che nel suo libro Hitchcock Films (1968), lo definisce « [...] capolavoro di Hitchcock e uno dei quattro o cinque film più profondi e belli della storia del cinema».
Harris-Lasky, 1976-1979, definiscono il film « [...] la più bella e la più crudele delle love story di Hitchcock».

## Analisi

### L'effetto Pigmalione
Il professore rumeno Victor Stoichiță, autore di un saggio sul “simulacro”, componente fondamentale dell'immaginario occidentale, ha esaminato il film La donna che visse due volte come esempio di assunzione cinematografica del mito di Pigmalione, il mito fondatore del simulacro. Lo studioso afferma che un conflitto pigmalionico si dipana nascostamente in Vertigo.
Se esiste una figura nella cultura moderna che incarna questa relazione è proprio quella del regista, colui che “mette in scena”. A lui soltanto è riconosciuto il potere esclusivo di creare dei simulacri per un pubblico che paga il biglietto. «Ti ha forse istruita? Ti ha fatto provare» chiede rabbiosamente Scottie a Judy riferendosi a Elster. In Vertigo Elster e lo stesso Scottie si costituiscono "pigmalioni", in contrasto con la professione del regista, poiché non esercitano questa professione ma la plagiano con finalità oscure.
Nel finale Scottie ottiene il miracolo di ricreare Madeleine da Judy: «Judy con il tailleur grigio, bionda e con i capelli raccolti in uno chignon esce dal bagno. Nella stanza immersa nella luce verde del neon, si palesa sulla soglia come una sagoma, è confusa e impalpabile come un'apparizione. Madeleine sta tornando? Dopo un istante d'immobilità come se fosse incerta se superare la soglia tra sogno e realtà, finalmente avanza. Un'ombra enorme si proietta sulla parete della camera, ancora un passo e l'ombra scompare. Il doppio è uno. Scottie ha le lacrime agli occhi apre le braccia e nell'abbraccio che segue, accompagnato dalla celeberrima ripresa a 360 gradi e dalla musica memorabile di Herrmann, il suo sguardo continua a essere allucinato.»

### Il quadro e la cornice
Nella sequenza girata al museo, guardando al pari di Scottie, lo spettatore vede Kim Novak, di spalle, assorta nella contemplazione del dipinto, inquadrato di fronte.
Questa "immagine nell'immagine", il "quadro nel film", incastona una immagine fissa in un'immagine in movimento. L'immagine in movimento concerne l'azione, la vita, l'immagine fissa la morte e ciò mette in risalto il fascino del vivente davanti alla morte, un tema che Hitchcock aveva già affrontato, ad esempio in Rebecca, la prima moglie.
La relazione simulata fra Madeleine e Carlotta si configura attraverso alcuni elementi: il mazzo di fiori posato sulla panca come uscito dalla cornice del quadro, il pendaglio di Carlotta che uscirà dalla cornice soltanto alla fine della storia, le onde nei capelli di Carlotta che si trasformeranno nella spirale dello chignon di Madeleine, « [...] emblema della vertiginosa incastonatura dei simulacri, dell'ebbrezza erotica, dell'attrattiva senza fine degli interdetti e, in definitiva, del film nella sua totalità.»

### Gli specchi
Il tema del doppio è sottolineato dalla presenza di specchi in molte scene del film: il negozio di fiori all'inizio, la boutique dove Scottie commissiona il tailleur, l'Ernie's Restaurant e la stanza di Judy all'Empire Hotel. Essi rappresentano il continuo gioco di rimandi « [...] Kim Novak che recita Judy che recita Madeleine che recita Carlotta... un caso limite dell'effetto Pigmalione».

### Il volto di Madeleine
«Un'icona di profilo» lo definisce Jean Pierre Esquenazi.
Scottie, invitato da Elster nel ristorante da Ernie's, è seduto al bar e vede per la prima volta Madeleine di spalle. Poi Madeleine si alza e attraversa la sala: un primissimo piano presenta il suo profilo che si proietta, da sinistra a destra, sulla tappezzeria cremisi della parete.
Nella seconda parte del film, nella stanza dell'Hotel Empire, di sera, Hitchcock inquadra il profilo di Judy che guarda verso sinistra, illuminato dalla luce verdastra di un'insegna al neon. Ha un aspetto spettrale e pare l'esatto negativo di quello di Madeleine: è tutto il passato che ritorna.
«In Vertigo, proprio come nella fotografia e nel film, il negativo è l'originale, e il positivo la contraffazione.»

### Le righe
Elemento visivo caro al regista in molte sue opere raggiunge qui la sua acme con la presenza di scenografie ricchissime di strisce sia orizzontali sia verticali (dalla tappezzeria, alle persiane, alla copertura delle lampade e il rivestimento di poltrone e divani, fino alle cravatte di Scottie, quasi sempre a righe).

### La spirale
Il motivo della spirale, centrale nel film (come notava Éric Rohmer nel 1959), emerge fin dai titoli di testa realizzati da Saul Bass. Si ripresenta nello chignon di Madeleine, nei cerchi concentrici delle linee del tempo nel tronco di sequoia, nella scala a chiocciola del campanile della missione, negli incubi di Scottie ricaduto nella sua malattia.

#### I titoli di testa
Nello schermo nero appare una mezza faccia femminile, la colonna sonora ripete un unico arpeggio, la cinepresa inquadra in primo piano la bocca,
si sposta poi verso gli occhi. Scorrono i primi titoli.
Nel centro della pupilla compare una spirale che va man mano ingrandendosi, spirali nascono dentro altre spirali, fino a che l'ultima ritorna dentro la pupilla.

#### Il tema della vertigine
- Le vertigini di cui soffre Scottie
- La vertigine amorosa
- L'enigma femminile rappresentato dall'acconciatura: la crocchia a spirale
- Le volute misteriose dell'inconscio
- La circolarità della vicenda.

#### Il colore verde
Nella pellicola si può notare un costante uso del colore verde. La prima volta che Scottie vede Madeleine al ristorante, questa indossa un elegante abito verde. L'automobile di Madeleine è di un intenso verde smeraldo, lo stesso Scottie in una delle scene indossa un maglione verde. Durante l'incubo il lampeggìo sul volto è verde, così come i lampi che passano rapidamente dal rosso al verde.
Quando Scottie vede per la prima volta Judy, questa indossa un completo verde (esattamente come la prima volta che aveva visto Madeleine). Quando la sagoma scura di Judy si staglia nella stanza dell'albergo, il lume che rischiara la tenda è verde. Nella scena della boutique, Judy indossa una gonna verde.

#### L'incubo di Scottie

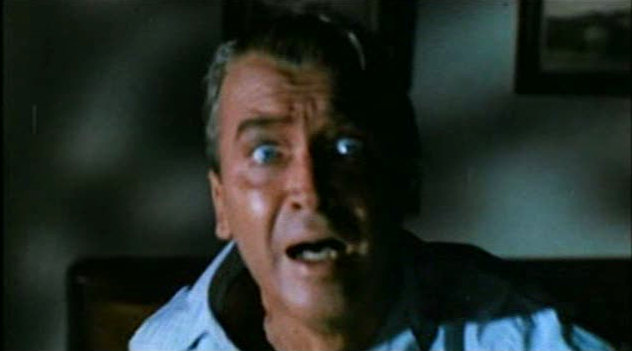
Scottie si risveglia dall'incubo

L'incubo che tormenta Scottie, ricaduto nella malattia dopo il finto suicidio della presunta Madeleine Elster, è un'incursione nell'inconscio e nella vertigine della perdita della ragione.
Molte immagini già incontrate, ritornano deformate: la camera buia, il primo piano del volto, lo spalancare degli occhi, l'animazione del fiore che esplode, la collana, la tomba vuota, la testa di Scottie in mezzo a una tela di ragno, il gorgo della spirale, l'inesorabile caduta, il labirinto delle strade di San Francisco. «È la conoscenza di uno stato di assoluta impotenza.»

## Tecnica cinematografica

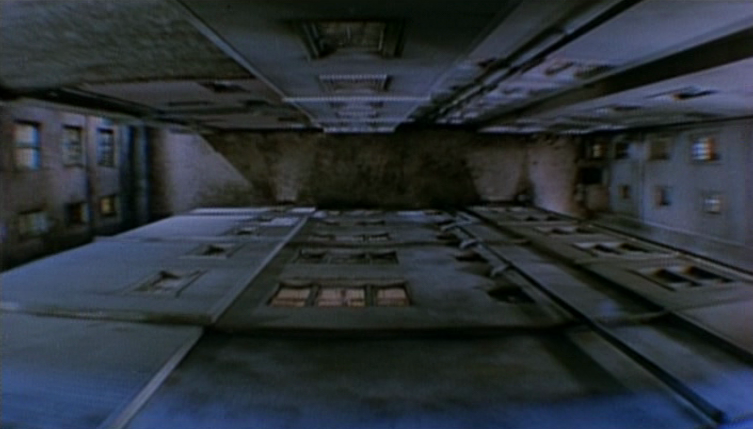
L'effetto vertigine nella sequenza iniziale

L'effetto delle vertigini è stato riprodotto dopo vari tentativi con una sincronia tra zoomata all'indietro (che crea una profondità maggiore) e carrellata in avanti. Si trattò, per i tempi, di una eccezionale innovazione visuale ottenuta con l'uso di un obiettivo zoom. La tromba delle scale che viene inquadrata era un modellino, costato all'epoca 19 000 dollari, fatto costruire da Hitchcock per riprodurre l'interno della chiesa nei minimi dettagli.
Anche la scena del bacio nella missione spagnola di San Juan Bautista è frutto di un laborioso artificio tecnico: venne dapprima filmato un set circolare con una panoramica a 360°, poi vennero ripresi gli attori che si baciavano, a loro volta sistemati su una piattaforma che ruotava in senso contrario, mentre su uno schermo alle loro spalle veniva proiettata la panoramica girata in precedenza.
Il Golden Gate Bridge di San Francisco, che si vede sullo sfondo nella scena in cui la Novak cade in acqua, è diventato un luogo cult per i cinefili, tanto da essere poi utilizzato in molti altri film; Hitchcock lo aveva scelto come location già nel 1951, definendolo « [...] un luogo ideale per un delitto».
Il sogno con le spirali rotanti è una citazione del film dadaista/surrealista Anémic Cinéma di Marcel Duchamp (1926).
I titoli di testa rappresentano una vera novità per l'epoca paragonabili nella tecnica a ciò che oggi ci ha abituato a fare la Computer Graphic. Infatti il problema di Hitchcock fu quello di rendere i complessi disegni di Saul Bass immagini in movimento. Per fare ciò egli si affidò a John Withney, il quale utilizzò il moto rotatorio di un calcolatore militare adoperato durante la Seconda Guerra Mondiale per individuare i bersagli in movimento. Ecco dunque che le spirali prendono vita e conducono lo spettatore all'ossessione del protagonista Scottie verso Madeleine.

## Cameo
Anche in questo film Hitchcock si riserva un cameo nei panni di un passante che porta con sé la custodia di un corno mentre passa davanti ai cantieri di proprietà di Elster.

## Distribuzione

### Edizione italiana
Il primo doppiaggio italiano del film fu eseguito dalla C.D.C.; la stessa società si occupò anche di ridoppiare il film per la riedizione del 1984, sotto la direzione di Manlio De Angelis, a causa dell'irreperibilità dell'audio d'epoca.

## Restauro
Nel 1997, dopo 12 anni di assenza dalle programmazioni televisive, il film fu restaurato da Robert A.Harris e James C. Katz: originariamente in VistaVision 35 mm a doppio fotogramma da dx a sx, è stato recuperato il 90% del sonoro originale e trasformato in DTS (integrato con suoni riprodotti seguendo le originarie annotazioni di Hitchcock), ed è stato riprodotto in 70 mm a fotogramma unico.
Nel 2019, la Cineteca di Bologna ha mandato nei cinema, il 18 novembre, il film restaurato in lingua originale coi sottotitoli.

## Riconoscimenti
- 1959 – Premio Oscar
  - Candidatura alla migliore scenografia a Hal Pereira, Henry Bumstead, Sam Comer e Frank R. McKelvy
  - Candidatura al miglior sonoro a George Dutton (Paramount SSD)
- 1959 – Directors Guild of America
  - Candidatura al miglior regista ad Alfred Hitchcock
- 1958 – Festival internazionale del cinema di San Sebastián
  - Concha de Plata al miglior regista ad Alfred Hitchcock
  - Concha de Plata al miglior attore a James Stewart